# Голєнєва Анастасія Романівна
Анастасі́я Рома́нівна Голєнєва (* 1995) — українська легкоатлетка.

## Життєпис
Станом на червень 2019 року — студентка, Національний університет фізичного виховання і спорту України.
13 липня 2019 року естафетна четвірка у складі Марії Миколенко, Анастасії Голєнєвої, Катерини Климюк та Тетяни Мельник з результатом 3 хв 30,82 сек фінішувала першою.

## Державні нагороди
- Орден княгині Ольги III ст. (1 жовтня 2019) —За досягнення високих спортивних результатів на XXX Всесвітній літній Універсіаді у м. Неаполі (Італійська Республіка), виявлені самовідданість та волю до перемоги, піднесення міжнародного авторитету України [1]